# Admonter Bauhütte
Die Admonter Bauhütte war ein im 15. und frühen 16. Jahrhundert in Admont (Steiermark) bestehender Zusammenschluss von Steinmetzen, die zahlreiche spätgotische Kirchenbauten in der Region errichteten.

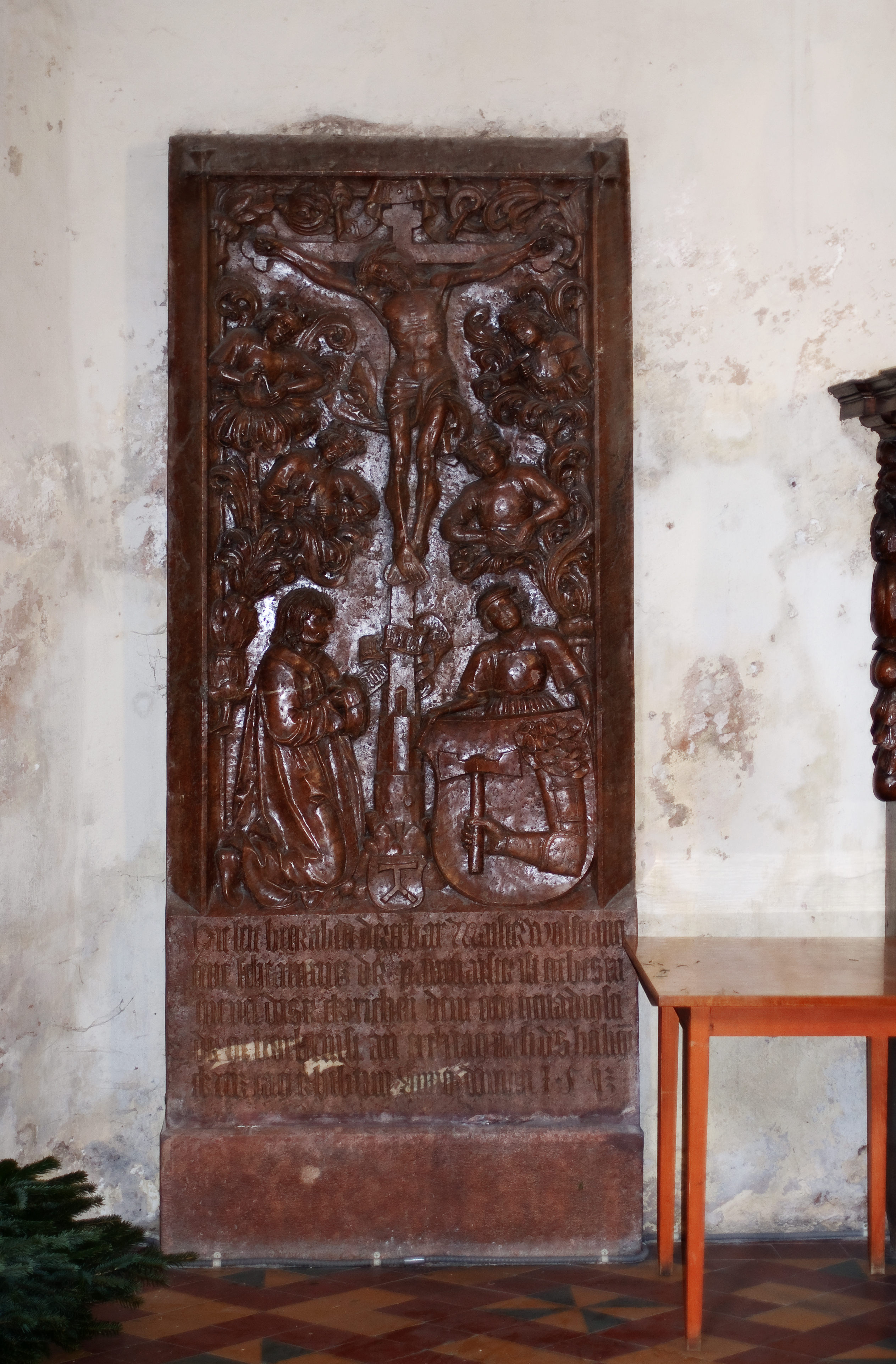
Epitaph des Wolfgang Tenk in der Steyrer Stadtpfarrkirche mit dem Wappen der Admonter Bauhütte

Wichtigste Quelle für die Kenntnis der Admonter Bauhütte ist das Admonter Hüttenbuch, bezeichnet Der Steinmetzen zuo Admont Pruederschaft von 1480 im Grazer Joanneum. Dieses enthält neben der Niederschrift der auf der Regensburger Ordnung von 1459 aufgebaute Hüttenordnung die Auflistung der Namen der einzelnen Mitglieder der Steinmetzbruderschaft mit den ihnen individuell verliehenen Steinmetzzeichen. Das Wappen der Admonter Bauhütte ist ein aus einer Wolke reichender gewappneter Arm mit einer Fläche.
Der erste namentlich greifbare Vertreter der Admonter Bauhütte ist Niclas Velbacher von Salzburg¸ der Dezember 1419 in die Dienste des Stifts Admont trat und wahrscheinlich auch für zahlreiche der unter Abt Georg Lueger errichteten Bauten verantwortlich war. Erhalten ist die in die Regierungszeit des Abtes Andreas von Stettheim fallende Errichtung bzw. der Ausbau der Wallfahrtskirche Frauenberg bei Admont, als deren Erbauer Velbacher im Mitgliederverzeichnis der 1423 gegründeten Bruderschaft genannt wird. Durch die 1448 datierte Inschrift ist die Pfarrkirche St. Marein bei Knittelfeld als ein Werk Velbachers gesichert, gleichzeitig wurde von ihm wohl  auch der Bau der Stadtpfarrkirche Knittelfeld ausgeführt. Die Pfarrkirchen in Weng im Gesäuse und in Gaishorn am See werden Velbacher aus stilistischen Gründen zugeschrieben.
Wolfgang Tenk, der 1480 das Admonter Hüttenbuch anlegte, ist zuerst 1471 als Bürger in Wiener Neustadt und 1475 in Admont als Meister Wolfgang der Steinmetz nachweisbar. 1482 wurde ihm die Weiterführung des Baus der Stadtpfarrkirche Steyr übertragen, in der er 1513 bestattet wurde.
Ein weiteres Mitglied der Admonter Bauhütte war Stephan Wultinger, der im Admonter Hüttenbuch er im Jahr 1516 als von Vegklenmargk (Vöcklamarkt) stammend gelistet ist. Neben der Pfarrkirche Vöcklamarkt sind ihm die Pfarrkirche Abtsdorf, die Pfarrkirche Weißenkirchen im Attergau, die Pfarrkirche Zell am Pettenfirst, die Pfarrkirche Gampern, die Pfarrkirche St. Georgen im Attergau, die Pfarrkirche Schörfling, die Pfarrkirche Weyregg am Attersee und die Pfarrkirche Frankenmarkt zugeschrieben. Für das spätgotisch erneuert Langhaus der Stiftskirche Göss wird als Baumeister Christoph Leubmer angenommen, der 1516 im Admonter Hüttenbuch eingetragen ist. Die Pfarrkirche Mauthausen wird aufgrund eines der am Bauwerk vorkommenden Steinmetzzeichen dem Steinmetzen Frosnitzer zugeschrieben.
Nicht im Verzeichnis der Admonter Bauhütte genannt, aber ihr wohl zugehörig war Christoph Marl, der beim Bau der Pfarrkirchen von Bretstein und St. Oswald bei Zeiring sowie beim Ausbau der Stadtpfarrkirche Rottenmann belegt ist und dem wohl auch die Pfarrkirchen von  Allerheiligen im Mürztal und Langenwang zuzuschreiben sind.
Die von Mitgliedern der Admonter Bauhütte errichteten Kirchenbauten zeichnen sich durch ein hohes handwerkliches Können und reiche Gestaltung vor allem der Einwölbungen aus, bei denen komplizierte Netz- und Sterngewölbe, aber auch Schlingrippengewölbe dominieren. Da viele dieser Gewölbemuster zugleich auch auf Bauzeichnungen des Wiener Stephansdomes überliefert sind, so ist ein enger Zusammenhang mit dessen Bauhütte auf dem Gebiet der Steinmetzausbildung anzunehmen.